# 曲轴石斛
曲轴石斛（学名：Dendrobium gibsonii）为兰科石斛属下的一个种。

## 扩展阅读
维基共享资源上的相關多媒體資源：曲轴石斛
 維基物種上的相關：曲轴石斛